# Jagdish Prasad Goenka
Jagdish Prasad Goenka – indyjski brydżysta.

## Wyniki brydżowe

### Zawody światowe
W światowych zawodach zdobył następujące lokaty:
| Mistrzostwa Świata. Konkurencja teamów | Mistrzostwa Świata. Konkurencja teamów | Mistrzostwa Świata. Konkurencja teamów | Mistrzostwa Świata. Konkurencja teamów | Mistrzostwa Świata. Konkurencja teamów | Mistrzostwa Świata. Konkurencja teamów |
| Rok                                    | Miejsce                                | Zawody                                 | Kategoria                              | Drużyna                                | Pozycja                                |
| -------------------------------------- | -------------------------------------- | -------------------------------------- | -------------------------------------- | -------------------------------------- | -------------------------------------- |
| 2007                                   | Szanghaj                               | 38. Mistrzostwa Świata Teamów          | Trans                                  | India Red                              | 99                                     |
| 2007                                   | Szanghaj                               | 38. Mistrzostwa Świata Teamów          | Seniorzy                               | India                                  | 9                                      |
| 2007                                   | Karaczi                                | 14. Mistrzostwa BFAME                  | Seniorzy                               | India                                  | 1                                      |
| 2006                                   | Werona                                 | 12. Mistrzostwa Świata                 | Open                                   | Goenka                                 | 145                                    |
| 1994                                   | Albuquerque                            | 9. Mistrzostwa Świata                  | Open                                   | Goenka                                 | 33                                     |

| Mistrzostwa Świata. Konkurencja par | Mistrzostwa Świata. Konkurencja par | Mistrzostwa Świata. Konkurencja par | Mistrzostwa Świata. Konkurencja par | Mistrzostwa Świata. Konkurencja par | Mistrzostwa Świata. Konkurencja par |
| Rok                                 | Miejsce                             | Zawody                              | Kategoria                           | Partner                             | Pozycja                             |
| ----------------------------------- | ----------------------------------- | ----------------------------------- | ----------------------------------- | ----------------------------------- | ----------------------------------- |
| 2010                                | Filadelfia                          | 13. Mistrzostwa Świata              | Seniorzy                            | Garey Hayden                        | 37                                  |
| 2010                                | Filadelfia                          | 13. Mistrzostwa Świata              | Miksty                              | Nancy Passell                       | 405                                 |
| 2006                                | Werona                              | 12. Mistrzostwa Świata              | Open                                | Aloke Sadhu                         | 377                                 |
| 2006                                | Werona                              | 12. Mistrzostwa Świata              | Open IMP                            | Aloke Sadhu                         | 124                                 |

## Klasyfikacja
- Jagdish Prasad Goenka – klasyfikacja WBF (ang.)